# Lawrence Sutin
Lawrence Sutin (Saint Paul, 12 ottobre 1951) è uno scrittore statunitense.
Dopo essersi laureato alla Harvard Law School si è dedicato all'attività di insegnante, pubblicando nel frattempo diverse opere. Dal 1989 scritto due biografie, una di Aleister Crowley e una di Philip K. Dick, autore di cui ha curato anche due raccolte, un saggio sul buddhismo, un memoriale sull'esperienza dei genitori nella Polonia occupata dai nazisti e un romanzo. 
In Italia l'unica opera tradotta è Divine invasioni. La vita di Philip K. Dick,  edita da Fanucci.